# فردریک لگروس کلارک
فردریک لگروس کلارک (انگلیسی: Frederick Le Gros Clark؛ ‏ ۸ فوریهٔ ۱۸۱۱ – ۱۹ ژوئیه ۱۸۹۲) پزشک و جراح اهل بریتانیا بود.
فردریک در لندن زاده شد و پدرش یک تاجر محلی بود.
وی در ۹ سپتامبر ۱۸۴۱ با هریت اَن ویلمر در سنت ماری‌لبون لندن و در ۱۵ ژوئن ۱۸۵۸، با هنریتا دراموند در تن‌بی پمبروکشر ولز ازدواج کرد.
فردریک در ۱۹ ژوئیه ۱۸۹۲ در خانه خود، سونوکس، کنت درگذشت.